# Laborie (kwartier)
Laborie is een van de elf kwartieren van Saint Lucia. De hoofdstad is de gelijknamige plaats Laborie.
Anse-la-Raye · Castries · Choiseul · Dauphin · Dennery · Gros Islet · Laborie · Micoud · Praslin · Soufrière · Vieux Fort